# Pseudarmadillo bidentatus
Pseudarmadillo bidentatus är en kräftdjursart som beskrevs av Juarrero och de Armas 1999. Pseudarmadillo bidentatus ingår i släktet Pseudarmadillo och familjen Delatorreidae. Inga underarter finns listade i Catalogue of Life.